# Unione Sportiva Catanzaro 1965-1966
Questa voce raccoglie le informazioni riguardanti l'Unione Sportiva Catanzaro nelle competizioni ufficiali della stagione 1965-1966.

## Rosa
| N. |                   | Ruolo | Calciatore           |
| -- | ----------------- | ----- | -------------------- |
|    | Italia (bandiera) | A     | Dino Berardi         |
|    | Italia (bandiera) | C     | Dino Bigagnoli       |
|    | Italia (bandiera) | C     | Luciano Bonfada      |
|    | Italia (bandiera) | A     | Gianni Bui           |
|    | Italia (bandiera) | A     | Francesco Chittolina |
|    | Italia (bandiera) | C     | Alvaro Gasparini     |
|    | Italia (bandiera) | C     | Gaetano Giummulè     |
|    | Italia (bandiera) | D     | Edmondo Lorenzini    |
|    | Italia (bandiera) | A     | Cesare Maccacaro     |
|    | Italia (bandiera) | A     | Giuseppe Marchioro   |
|    | Italia (bandiera) | D     | Franco Marini        |

| N. |                   | Ruolo | Calciatore      |
| -- | ----------------- | ----- | --------------- |
|    | Italia (bandiera) | C     | Antonio Nisticò |
|    | Italia (bandiera) | C     | Lorenzo Nonino  |
|    | Italia (bandiera) | C     | Sergio Orlandi  |
|    | Italia (bandiera) | P     | Flavio Pozzani  |
|    | Italia (bandiera) | P     | Umberto Provasi |
|    | Italia (bandiera) | C     | Stefano Raise   |
|    | Italia (bandiera) | C     | Luigi Sardei    |
|    | Italia (bandiera) | A     | Mario Tribuzio  |
|    | Italia (bandiera) | D     | Luigi Tonani    |
|    | Italia (bandiera) | A     | Carlo Vanini    |

## Risultati

### Serie B

#### Girone di andata
| 5 settembre 1965 1ª giornata | Catanzaro | 1 – 0 | Padova |  |

| 12 settembre 1965 2ª giornata | Catanzaro | 5 – 1 | Pisa |  |

| 19 settembre 1965 3ª giornata | Alessandria | 0 – 0 | Catanzaro |  |

| 26 settembre 1965 4ª giornata | Novara | 1 – 1 | Catanzaro |  |

| 3 ottobre 1965 5ª giornata | Catanzaro | 2 – 0 | Genoa |  |

| 10 ottobre 1965 6ª giornata | Catanzaro | 3 – 1 | Pro Patria |  |

| 17 ottobre 1965 7ª giornata | Venezia | 2 – 0 | Catanzaro |  |

| 1º novembre 1964 8ª giornata | Livorno | 0 – 0 | Catanzaro |  |

| 31 ottobre 1965 9ª giornata | Catanzaro | 1 – 0 | Verona |  |

| 7 novembre 1965 10ª giornata | Catanzaro | 1 – 0 | Monza |  |

| 14 novembre 1965 11ª giornata | Reggina | 3 – 1 | Catanzaro |  |

| 21 novembre 1965 12ª giornata | Catanzaro | 1 – 0 | Mantova |  |

| 28 novembre 1965 13ª giornata | Catanzaro | 0 – 0 | Lecco |  |

| 5 dicembre 1965 14ª giornata | Palermo | 0 – 0 | Catanzaro |  |

| 1º ottobre 1989 15ª giornata | Modena | 2 – 2 | Catanzaro |  |

| 26 dicembre 1965 16ª giornata | Catanzaro | 1 – 1 | Messina |  |

| 2 gennaio 1966 17ª giornata | Trani | 0 – 0 | Catanzaro |  |

| 9 gennaio 1966 18ª giornata | Catanzaro | 0 – 0 | Reggiana |  |

| 16 gennaio 1966 19ª giornata | Potenza | 1 – 1 | Catanzaro |  |

#### Girone di ritorno
| 6 febbraio 1966 20ª giornata | Padova | 0 – 0 | Catanzaro |  |

| 13 febbraio 1966 21ª giornata | Pisa | 2 – 1 | Catanzaro |  |

| 20 febbraio 1966 22ª giornata | Catanzaro | 0 – 0 | Alessandria |  |

| 27 febbraio 1966 23ª giornata | Catanzaro | 3 – 0 | Novara |  |

| 6 marzo 1966 24ª giornata | Genoa | 1 – 0 | Catanzaro |  |

| 20 marzo 1966 25ª giornata | Pro Patria | 3 – 1 | Catanzaro |  |

| 27 marzo 1966 26ª giornata | Catanzaro | 0 – 1 | Venezia |  |

| 3 aprile 1966 27ª giornata | Catanzaro | 1 – 0 | Livorno |  |

| 10 aprile 1966 28ª giornata | Verona | 2 – 0 | Catanzaro |  |

| 17 aprile 1966 29ª giornata | Monza | 0 – 2 | Catanzaro |  |

| 24 aprile 1966 30ª giornata | Catanzaro | 1 – 2 | Reggina |  |

| 1º maggio 1966 31ª giornata | Mantova | 6 – 1 | Catanzaro |  |

| 8 maggio 1966 32ª giornata | Lecco | 1 – 1 | Catanzaro |  |

| 15 maggio 1966 33ª giornata | Catanzaro | 1 – 2 | Palermo |  |

| 22 maggio 1966 34ª giornata | Catanzaro | 0 – 0 | Modena |  |

| 29 maggio 1966 35ª giornata | Messina | 1 – 0 | Catanzaro |  |

| 5 giugno 1966 36ª giornata | Catanzaro | 2 – 2 | Trani |  |

| 12 giugno 1966 37ª giornata | Reggiana | 3 – 2 | Catanzaro |  |

| 19 giugno 1966 38ª giornata | Catanzaro | 2 – 2 | Potenza |  |

## Statistiche

### Statistiche di squadra
| Competizione | Punti | In casa | In casa | In casa | In casa | In casa | In casa | In trasferta | In trasferta | In trasferta | In trasferta | In trasferta | In trasferta | Totale | Totale | Totale | Totale | Totale | Totale | DR |
| Competizione | Punti | G       | V       | N       | P       | Gf      | Gs      | G            | V            | N            | P            | Gf           | Gs           | G      | V      | N      | P      | Gf     | Gs     | DR |
| ------------ | ----- | ------- | ------- | ------- | ------- | ------- | ------- | ------------ | ------------ | ------------ | ------------ | ------------ | ------------ | ------ | ------ | ------ | ------ | ------ | ------ | -- |
| Serie B      | 36    | 19      | 9       | 7       | 3       | 25      | 12      | 19           | 1            | 9            | 9            | 13           | 28           | 38     | 10     | 16     | 12     | 38     | 40     | -2 |
| Coppa Italia |       | 3       | 2       | 1       | 0       | 5       | 1       | 2            | 2            | 0            | 0            | 3            | 1            | 6      | 4      | 1      | 1      | 9      | 4      | +5 |
| Totale       |       | 22      | 11      | 8       | 3       | 30      | 13      | 21           | 3            | 9            | 9            | 16           | 29           | 44     | 14     | 17     | 13     | 47     | 44     | +3 |

### Statistiche dei giocatori
| Giocatore     | Serie B  | Serie B | Coppa Italia | Coppa Italia | Totale   | Totale |
| Giocatore     | Presenze | Reti    | Presenze     | Reti         | Presenze | Reti   |
| ------------- | -------- | ------- | ------------ | ------------ | -------- | ------ |
| D. Berardi    | 3        | 0       | ?            | ?            | 3+       | 0+     |
| D. Bigagnoli  | 3        | 0       | ?            | ?            | 3+       | 0+     |
| L. Bonfada    | 16       | 0       | ?            | ?            | 16+      | 0+     |
| G. Bui        | 34       | 18      | ?            | ?            | 34+      | 18+    |
| F. Chittolina | 3        | 0       | ?            | ?            | 3+       | 0+     |
| A. Gasparini  | 36       | 3       | ?            | ?            | 36+      | 3+     |
| G. Giummulè   | 1        | 0       | ?            | ?            | 1+       | 0+     |
| E. Lorenzini  | 32       | 0       | ?            | ?            | 32+      | 0+     |
| C. Maccacaro  | 32       | 0       | ?            | ?            | 32+      | 0+     |
| G. Marchioro  | 27       | 5       | ?            | ?            | 27+      | 5+     |
| F. Marini     | 36       | 1       | ?            | ?            | 36+      | 1+     |
| A. Nisticò    | 3        | 0       | ?            | ?            | 3+       | 0+     |
| L. Nonino     | 5        | 0       | ?            | ?            | 5+       | 0+     |
| S. Orlandi    | 25       | 4       | ?            | ?            | 25+      | 4+     |
| F. Pozzani    | 2        | -3      | ?            | ?            | 2+       | -3+    |
| U. Provasi    | 36       | -37     | ?            | ?            | 36+      | -37+   |
| S. Raise      | 2        | 0       | ?            | ?            | 2+       | 0+     |
| L. Sardei     | 37       | 1       | ?            | ?            | 37+      | 1+     |
| M. Tribuzio   | 18       | 3       | ?            | ?            | 18+      | 3+     |
| L. Tonani     | 38       | 0       | ?            | ?            | 38+      | 0+     |
| C. Vanini     | 29       | 3       | ?            | ?            | 29+      | 3+     |